# Nicolas Trigault
Nicolas Trigault (Douai, 3 marzo 1577 – Hangzhou, 14 novembre 1628) è stato un gesuita, missionario e letterato belga.
La sua attività si è sviluppata sulla scia dell'apostolato di Matteo Ricci. Grazie al Trigault, i diari di viaggio di Matteo Ricci furono tradotti in lingua latina e restarono, per tre secoli, il maggiore veicolo per la conoscenza della Cina dei Ming in Occidente.

## Biografia
Entrato nella Compagnia di Gesù a Tournai e perfezionatosi negli studi – per cui era molto portato – a Lilla e Gand, nel febbraio del 1607 da Lisbona si imbarcò, nonostante la salute cagionevole, per l'India. Dopo un lungo soggiorno a Goa, nel dicembre 1610 riuscì ad entrare, al seguito di mercanti portoghesi, a Canton. Da qui ebbe inizio una febbrile attività missionaria in Cina, di cui si può ricordare la fondazione di una nuova residenza ad Hangzhou e, a Nanchino, un intenso lavoro di traduzione in cinese di opere scientifiche e religiose provenienti dall'Europa.
Nell'agosto del 1612 ricevette ordine da Niccolò Longobardi, diretto successore del Ricci, di recarsi, come primo procuratore della missione, a Roma, per risolvere importanti questioni legate alla liturgia, ottenere uno status autonomo rispetto all'appena costituita Provincia del Giappone, sollecitare nuovi invii di religiosi e garantirsi appoggi finanziari. Trigault raggiunse Macao all'inizio del 1613, da dove partì per Goa. Durante la navigazione diede inizio alla traduzione in latino dei Commentarii di Ricci; nell'autunno del 1614 giunse infine a Roma. Nel 1615 il Sant'Uffizio – in due congregazioni generali presiedute da Papa Paolo V – concesse ai missionari attivi in Cina di celebrare la Messa a capo coperto, di tradurre in lingua mandarina le Sacre Scritture e di usare la stessa negli uffici divini.
Prima di intraprendere un viaggio presso le corti europee, Trigault pubblicò il De Christiana Expeditione apud Sinas suscepta ab Societate Iesu, ovvero la traduzione latina dell'opera manoscritta di Matteo Ricci Della entrata della Compagnia di Giesù e Christianità nella Cina, ovvero il resoconto, sotto forma di narrazione in terza persona, dell'attività missionaria svolta dal Ricci dal suo arrivo a Macao, nel 1582, al 1609, anno che ne precedette la morte a Pechino. Il successo del De Christiana Expeditione, edito ad Augusta nell'autunno del 1615 a nome del traduttore, fu immediato: si contarono edizioni in latino, in tedesco, in italiano, in francese e in spagnolo. L'originale venne adattato in alcuni punti, per sottolineare ulteriormente la moralità e la bontà dei governanti e dei mandarini cinesi: esso restò per tre secoli, sino alla scoperta dell'originale ricciano da parte di padre Pietro Tacchi Venturi (1909), la maggiore testimonianza dell'opera di Matteo Ricci.
Nel 1618 il Trigault si imbarcò nuovamente da Lisbona per la Cina, dove proseguì l'opera di evangelizzazione e divulgazione della religione cristiana e della cultura europea sino al 14 novembre 1628, giorno della sua morte ad Hangzhou.

## Opere
- Vita Gasparis Barzaei, Antuerpiae 1610
- De Christiana Expeditione apud Sinas suscepta ab Societate Iesu, Augusta 1615